# Distretto di Llamellín
Il distretto di Llamellín è un distretto del Perù nella provincia di Antonio Raymondi (regione di Ancash) con 3.849 abitanti al censimento 2007 dei quali 1.807 urbani e 2.042 rurali.
È stato istituito fin dall'indipendenza del Perù.